# Финик лесной
Финик лесной или сахарная пальма (лат. Phoenix sylvestris) — вид растений семейства Пальмовые, произрастающий в южной части Пакистана, на большей территории Индии, Шри-Ланки, Непала, Бутана, Бирмы и Бангладеш. Является натурализовавшимся видом в таких регионах как Маврикий, архипелаг Чагос, Пуэрто-Рико и Подветренные острова. Произрастает на равнинах и в лесах, плоды данного вида пальмы используется для изготовления вина и желе. Сок добывают из ствола дерева, пьют свежим или сбраживают для пунша. В индийском штате Западная Бенгалия и Бангладеш свежий сок кипятят для изготовления неочищенного пальмового сахара.
Сингалы в Шри-Ланке называют данный вид wal Indi, val Indi. Слово Phoenix пришло в латинский язык из греческого и означает «фиолетовый», в то время как Sylvestris означает «дикий». Листья могут быть использованы для изготовления циновок, мешков и т. д. Из ствола деревьев данного вида добывают сок для изготовления пунша или пальмового вина.
Высота пальм колеблется от 4 до 15 м при диаметре 40 см; по внешнему виду очень напоминают деревья вида Финик канарский, хотя и не такие высокие. Листья 3 м в длину, слегка загнутые, на черешках 1 м в длину с острыми листовками у основания. В кроне, вырастающей до 10 м в ширину и от 7,5 до 10 м в высоту, может быть до 100 листьев. Соцветие, достигающее размеров до 1 метра, имеет белые, однополые цветы, образующие большие подвешенные соплодия. Плоды с одним семенем при созревании приобретают пурпурно-красный цвет.